# ESPディスク・レコード
ESPディスク・レコード (ESP-Disk Records) は、アメリカ合衆国のレコード・レーベルである。1963年にバーナード・ストルマンによって設立された。ニューヨークのブルックリンを本拠地として、フリー・ジャズやアンダーグラウンド・ロックの創造的な作品を中心に、リリースしていった。

## 所属した主なアーティスト
- オーネット・コールマン[3]
- ファラオ・サンダース
- サン・ラ
- ファッグス
- ゴッズ[4]
- ホーリー・モーダル・ラウンダーズ[5]